# Aarhus Jazz Festival
Aarhus Jazz Festival eller Aarhus International Jazz Festival er en dansk musikfestival, der fokuserer på jazz. Festivalen blev afholdt første gang i 1989. I dag foregår i juli måned og er fordelt i en stor del af byen på torve, pladser, museer, cafeer og spillesteder. I 2018 var der over 300 koncerter, og festivalen indbefattede bl.a området mellem Bispetorv og Klostertorv, Dokk1, Ridehuset og Musikhuset.
Den grafiske designer Finn Nygaard, der selv er fra Aarhus og jazz-entusiast, har skabt mange af festivalens plakater. Han har modtaget designpriser for disse plakater i 1990, 1991, 1998, 2000, 2001 og 2002.